# Arno Julius Reichert
Arno Julius Reichert (* 31. Mai 1866 in Dresden; † 10. Februar 1933 ebenda) war ein deutscher Bibliothekar, Sänger und Komponist.

## Leben und Werk
Arno Julius Reichert war Schüler des Dresdener Konservatoriums. Er wurde zunächst Musiklehrer am Freimaurer-Institut in Dresden. Von 1894 bis 1904 lehrte er an Richard Ludwig Schneiders Musikschule in Dresden. Ab 1904 wirkte er als Verwalter der Musikabteilung der Königlichen Bibliothek in Dresden.
Er komponierte die komische Oper Onkel Stark, zahlreiche Lieder, Chöre und Klavierstücke. Er bearbeitete etwa 450 Volkslieder für Chor. Er schrieb 50 Jahre Sinfoniekonzerte (Programm-Statistik 1858–1908; Dresden 1908) und Die Original-Musik-Handschriften der sächsischen Landesbibliothek (Leipzig 1923).
Er komponierte eine Oper, Chöre, Lieder und Klavierstücke. Er bearbeitete Volkslieder.

## Veröffentlichungen von Arno Julius Reichert
- 50 Jahre Sinfoniekonzerte (Dresden 1908; Zusammenstellung der Werke die von 1958 bis 1908 in Dresden aufgeführt wurden.)
- Die Original-Musik-Handschriften der sächsischen Landesbibliothek (Leipzig, 1923).